# Івиця Морнар
Івиця Морнар (хорв. Ivica Mornar, нар. 12 січня 1974, Спліт) — хорватський футболіст, що грав на позиції нападника.
Виступав, зокрема, за клуби «Хайдук» (Спліт), «Стандард» (Льєж) та «Андерлехт», а також національну збірну Хорватії, з якою був учасником Євро-2004.

## Клубна кар'єра
У дорослому футболі дебютував 1991 року виступами за команду «Хайдук» (Спліт), в якій провів чотири сезони, взявши участь у 58 матчах чемпіонату. За цей час тричі виборював титул чемпіона Хорватії та по два рази ставав володарем Кубка та Суперкубка Хорватії.
1995 року перейшов у німецький «Айнтрахт» (Франкфурт-на-Майні), втім у новій команді забив лише 2 голи у 19 іграх чемпіонату, а команда посіла передостаннє 17 місце і вилетіла з Бундесліги за підсумками сезону 1995/96. Після цього хорват перейшов у іспанську «Севілью», але і тут мало забивав, а команда посіла 20 місце у Ла Лізі 1996/97 та вилетіла з елітного дивізіону. У 1997 році Івіца перейшов до клубу Сегунди «Оренсе» і а один рік у команді він зіграв 28 матчів та забив 8 м'ячів.
1998 року на запрошення свого співвітчизника Томислава Івича Морнар перейшов у бельгійський «Стандард». Відіграв за команду з Льєжа наступні три сезони своєї ігрової кар'єри. Більшість часу, проведеного у складі «Стандарда», був основним гравцем атакувальної ланки команди і одним з головних бомбардирів команди, маючи середню результативність на рівні 0,37 гола за гру першості.
Після сезону 2000/01, в якому «Стандард» посів 3-є місце, а Морнар забив 12 голів, Івиця перейшов до одного з найсильніших клубів Бельгії — «Андерлехта», що викликало серйозне невдоволення вболівальників льєзького клубу, які не змогли простити перехід хорвата і назвали це зрадою. У перших двох сезонах за новий клуб Морнар забив 14 м'ячів, а сам «Андерлехт» посів 3-є та 2-е місця відповідно. У наступному сезоні, тільки в першому колі чемпіонату, Морнар забив 10 м'ячів, чим зробив великий внесок у чемпіонство клубу в сезоні 2003/04, проте сам нападник ще на початку року покинув команду.
Наприкінці січня 2004 року Морнар став гравцем англійського «Портсмута», відхиливши пропозицію «Андерлехта» про підписання нового дворічного контракту. Бельгійський клуб отримав за нападника 500 тисяч доларів. Морнар дебютував за англійську команду у Прем'єр-лізі в матчі проти «Вулвергемптон Вондерерз» (0:0), а свій перший гол він забив у наступному матчі, відзначившись у матчі з «Тоттенгем Готспур». Цей м'яч виявився єдиним для Морнара у складі «Портсмута». Не закріпившись в основі «помпі», вже влітку хорватського нападника було віддано в оренду у французький «Ренн», зігравши за нього 15 матчів у Лізі 1, втім так жодного голу і не забив. Повернувшись до «Портсмута» у 2005 році, Івиця отримав важку травму і лише двічі з'явився на полі у матчах чемпіонату, а його команда вилетіла з Прем'єр-ліги. У вересні 2006 року контракт гравця з клубом було розірвано за взаємною згодою. 2007 року Морнар оголосив про завершення кар'єри.

## Виступи за збірну
23 березня 1994 року дебютував в офіційних іграх у складі національної збірної Хорватії в товариському матчі зі збірною Іспанії (2:0).
Через розбіжності з головним тренером збірної Мирославом Блажевичем він не грав на чемпіонаті Європи 1996 року та чемпіонаті світу 1998 року. Єдиним великим міжнародним турніром Морнара став чемпіонату Європи 2004 року у Португалії, де Морнар зіграв у всіх 3 матчах збірної, втім хорвати несподівано не виграли жодної гри на турнірі і не вийшли з групи.
Загалом протягом кар'єри в національній команді, яка тривала 12 років, провів у її формі 22 матчі, забивши 1 гол — 20 серпня 2003 року у товариському матчі зі збірною Англії (1:3)

## Титули і досягнення
- Чемпіон Хорватії (3):

«Хайдук» (Спліт): 1992, 1993/94, 1994/95
- Володар Кубка Хорватії (2):

«Хайдук» (Спліт): 1992/93, 1994/95
- Володар Суперкубка Хорватії (2):

«Хайдук» (Спліт): 1993, 1994

## Статистика
Джерело:
| Клуб      | Клуб            | Клуб                 | Чемпіонат | Чемпіонат | Кубок           | Кубок           | Інше               | Інше               | Єврокубки | Єврокубки | Всього | Всього |
| Сезон     | Клуб            | Ліга                 | Ігор      | Голів     | Ігор            | Голів           | Ігор               | Голів              | Ігор      | Голів     | Ігор   | Голів  |
| Хорватія  | Хорватія        | Хорватія             | Чемпіонат | Чемпіонат | Кубок Хорватії  | Кубок Хорватії  | Суперкубок         | Суперкубок         | Єврокубки | Єврокубки | Всього | Всього |
| --------- | --------------- | -------------------- | --------- | --------- | --------------- | --------------- | ------------------ | ------------------ | --------- | --------- | ------ | ------ |
| 1990–91   | Хайдук (Спліт)  | Перша ліга Югославії | 2         | 1         | 0               | 0               | –                  | –                  | 1         | 0         | 3      | 1      |
| 1992      | Хайдук (Спліт)  | Перша ліга Хорватії  | 19        | 7         | 2               | 0               | –                  | –                  | –         | –         | 21     | 7      |
| 1992–93   | Хайдук (Спліт)  | Перша ліга Хорватії  | 21        | 7         | 8               | 1               | 1                  | 0                  | –         | –         | 30     | 8      |
| 1993–94   | Хайдук (Спліт)  | Перша ліга Хорватії  | 27        | 8         | 5               | 1               | 2                  | 2                  | 2         | 1         | 36     | 12     |
| 1994–95   | Хайдук (Спліт)  | Перша ліга Хорватії  | 9         | 3         | 6               | 0               | 1                  | 1                  | 7         | 0         | 23     | 4      |
| 1995–96   | Хайдук (Спліт)  | Перша ліга Хорватії  | 1         | 0         | –               | –               | –                  | –                  | 2         | 0         | 3      | 0      |
| Німеччина | Німеччина       | Німеччина            | Чемпіонат | Чемпіонат | Кубок Німеччини | Кубок Німеччини | Кубок ліги         | Кубок ліги         | Єврокубки | Єврокубки | Всього | Всього |
| 1995–96   | Айнтрахт        | Бундесліга           | 19        | 2         | 0               | 0               | –                  | –                  | –         | –         | 19     | 2      |
| Іспанія   | Іспанія         | Іспанія              | Чемпіонат | Чемпіонат | Кубок Іспанії   | Кубок Іспанії   | Суперкубок Іспанії | Суперкубок Іспанії | Єврокубки | Єврокубки | Всього | Всього |
| 1996–97   | Севілья         | Ла-Ліга              | 11        | 2         | 3               | 0               | –                  | –                  | –         | –         | 14     | 2      |
| 1997–98   | Оренсе          | Сегунда Дивізіон     | 28        | 8         | 3               | 0               | –                  | –                  | –         | –         | 31     | 8      |
| Бельгія   | Бельгія         | Бельгія              | Чемпіонат | Чемпіонат | Кубок Бельгії   | Кубок Бельгії   | Суперкубок         | Суперкубок         | Єврокубки | Єврокубки | Всього | Всього |
| 1998–99   | Стандард (Льєж) | Ліга Жупіле          | 15        | 3         | –               | –               | –                  | –                  | –         | –         | 15     | 3      |
| 1999–00   | Стандард (Льєж) | Ліга Жупіле          | 23        | 8         | 5               | 0               | –                  | –                  | –         | –         | 28     | 8      |
| 2000–01   | Стандард (Льєж) | Ліга Жупіле          | 30        | 12        | 2               | 0               | –                  | –                  | 2         | 1         | 34     | 13     |
| 2001–02   | Андерлехт       | Ліга Жупіле          | 23        | 8         | 1               | 2               | 1                  | 0                  | 7         | 2         | 32     | 12     |
| 2002–03   | Андерлехт       | Ліга Жупіле          | 20        | 6         | 2               | 1               | –                  | –                  | 3         | 0         | 25     | 7      |
| 2003–04   | Андерлехт       | Ліга Жупіле          | 16        | 10        | 2               | 1               | –                  | –                  | 8         | 1         | 26     | 12     |
| Англія    | Англія          | Англія               | Чемпіонат | Чемпіонат | Кубок Англії    | Кубок Англії    | Кубок ліги         | Кубок ліги         | Єврокубки | Єврокубки | Всього | Всього |
| 2003–04   | Портсмут        | Прем'єр-ліга         | 8         | 1         | 2               | 0               | –                  | –                  | –         | –         | 10     | 1      |
| Франція   | Франція         | Франція              | Чемпіонат | Чемпіонат | Кубок Франції   | Кубок Франції   | Кубок ліги         | Кубок ліги         | Єврокубки | Єврокубки | Всього | Всього |
| 2004–05   | Ренн            | Ліга 1               | 15        | 0         | –               | –               | –                  | –                  | –         | –         | 15     | 0      |
| Англія    | Англія          | Англія               | Чемпіонат | Чемпіонат | Кубок Англії    | Кубок Англії    | Кубок ліги         | Кубок ліги         | Єврокубки | Єврокубки | Всього | Всього |
| 2005–06   | Портсмут        | Прем'єр-ліга         | 2         | 0         | –               | –               | –                  | –                  | –         | –         | 2      | 0      |
| Всього    | Хорватія        | Хорватія             | 77        | 25        | 21              | 2               | 4                  | 3                  | 12        | 1         | 114    | 31     |
| Всього    | Німеччина       | Німеччина            | 19        | 2         | 0               | 0               | 0                  | 0                  | 0         | 0         | 19     | 2      |
| Всього    | Іспанія         | Іспанія              | 39        | 10        | 6               | 0               | 0                  | 0                  | 0         | 0         | 45     | 10     |
| Всього    | Бельгія         | Бельгія              | 127       | 47        | 12              | 4               | 1                  | 0                  | 20        | 4         | 160    | 55     |
| Всього    | Англія          | Англія               | 10        | 1         | 2               | 0               | 0                  | 0                  | 0         | 0         | 12     | 1      |
| Всього    | Франція         | Франція              | 15        | 0         | 0               | 0               | 0                  | 0                  | 0         | 0         | 15     | 0      |
| Загалом   | Загалом         | Загалом              | 268       | 78        | 41              | 6               | 5                  | 3                  | 32        | 5         | 346    | 92     |